# Pyper Braun
Pyper Braun (Los Ángeles, California, 5 de agosto de 2013) es una actriz infantil estadounidense. Es conocida por sus papeles en Country Comfort (2021) como Chloe, en Erin & Aaron (2023) como Natasha Williams, en SuperKitties (2023) como Bitsy y en Imaginary (2024) como Alice.

## Primeros años de vida
Pyper Braun nació en Los Ángeles el 5 de agosto de 2013. Ha competido en baile desde los tres años. 

## Carrera
Braun comenzó a actuar a los cuatro años y a los seis apareció como extra en Life in Pieces (2019).  Braun también apareció en comerciales como  Disney Junior y Quaker . 
Su debut como actriz fue en la serie de Netflix Country Comfort (2020) donde interpretó a Chloe, la hija menor de Beau. Después de papeles menores en That Girl Lay Lay (2021-2023) como Brandy Willingham y Raven's Home (2022-2023) como Paige, Braun interpretó a Natasha Williams en la serie de Nickelodeon, Erin & Aaron (2023).  También apareció en Desperation Road (2023) interpretando a Analee, la hija de Maben. 
En 2024, hizo su primer debut en pantalla en Imaginary (2024) interpretando a Alice, una niña que forma un vínculo con Chauncey, un oso de peluche.  También prestó su voz a Bitsy en la serie animada Superkitties (2023-presente). 

## Filmografía
| Año           | Título                       | Papel                        | Notas                                             |
| ------------- | ---------------------------- | ---------------------------- | ------------------------------------------------- |
| 2019          | La vida en piezas            | Niña rubia                   | Episodio: Lost Math Art Glam                      |
| 2021          | Country Comfort              | Chloe                        | Papel principal                                   |
| 2021–2023     | That Girl Lay Lay            | Brandy Willingham            | 2 episodios                                       |
| 2022–2023     | Vuelve Raven                 | Paige                        | 3 episodios                                       |
| 2023          | Erin y Aaron                 | Natasha Williams             | Papel principal                                   |
| 2023          | What the Elf?!               | Joy                          | 1 episodio                                        |
| 2023          | Caminos desesperados         | Analee                       |                                                   |
| 2023-presente | Superkitties                 | Bitsy/Phoebe/Frankie (voces) | Papeles principales                               |
| 2024          | Imaginary                    | Alice                        | Papel principal                                   |
| 2024–2025     | SuperKitties: SuperAventuras | Bitsy/Phoebe/Frankie (voces) | Papeles principales                               |
| 2025          | The Tiny Chef Show           | Ella misma                   | Estrella invitada, episodio:Cinnamon Buns/Souffle |
| 2025          | Los Thunderman: Infiltrados  | Penny Perfect                | Episodio: "A Midsummer Knight's Scheme"           |

## Nominaciones
| Año  | Premio                            | Categoría                                                                      | Trabajo      | Resultado | Ref.  |
| ---- | --------------------------------- | ------------------------------------------------------------------------------ | ------------ | --------- | ----- |
| 2025 | Children's and Family Emmy Awards | Outstanding Younger Performer in a Preschool, Children's or Young Teen Program | Erin & Aaron | Nominada  | [ 8 ] |